# توماس كينغ كارول
توماس كينغ كارول (بالإنجليزية: Thomas King Carroll)‏ هو محامي وقاضي وسياسي أمريكي، ولد في 29 أبريل 1793 في مقاطعة سومرست في الولايات المتحدة، وتوفي في 3 أكتوبر 1873 في مقاطعة دورشيستر في الولايات المتحدة. حزبياً، نشط في الحزب الديمقراطي. وقد انتخب عضو مجلس النواب لولاية ماريلند وانتخب حاكم ماريلاند ‏.